# Rio Paraúna
Rio Paraúna är ett vattendrag i Brasilien.   Det ligger i delstaten Minas Gerais i den sydöstra delen av landet.